# Чеджу Юнайтед
Футбольний клуб «Чеджу Юнайтед» або просто ФК «Чеджу Юнайтед» (кор. FC제주 유나이티드) — корейський футбольний клуб з міста Чеджу, який виступає в К-лізі.

## Досягнення
- К-Ліга
  -  Переможець (1): 1989
  -  Срібний призер (4): 1984, 1994, 2000, 2010

- Кубок Ліги
  -  Володар (2): 1994, 1996 (Adidas Cup), 2000 (Daehan Fire Insurance Cup)
  -  Фіналіст (4): 1998 (Adidas Korea Cup), 1998 (Philip Morris Korea Cup)

- Кубок Південної Кореї
  -  Фіналіст (1): 2004

- Кубок короля Таїланду
  -  Бронзовий призер (1): 1990

## Попередні назви
- Юкон Коккірі 1983—1995.
- Пучхон Юкон 1996—1997.
- Пучхон СК 1997—2005.
- Чеджу Юнайтед 2006-н.ч.

## Відомі гравці
- Карапет Мікаелян
- Йожеф Сомогі
- Челік Умар Дабо
- Сергій Бурдин
- Борис Востросаблин
- Олександр Подшивалов
- Іван Перич
- Ен Джун Хван
- Кан Мін Су
- Кім Дже Сон
- Кім Пхен Сок
- Лі Лім Сен
- Лі Сан Юн
- Лі Іл Ен
- Но Су Джин
- Пак Чхан Сон
- Хванбо Гван
- Чо Ен Хен
- Чхве Мун Сік
- Чхо Джин Хо
- Кан Сиуль